# الجعفريات
الجعفريات قرية في ناحية مركز تلكلخ التابعة لمنطقة تلكلخ في محافظة حمص في سورية.